# Oblężenie Szkodry (1912–1913)
Oblężenie Szkodry (tur. İşkodra Müdafaası, serb. Опсада Скадра) – bitwa stoczona w czasie I wojny bałkańskiej, w dniach 28 października 1912 – 23 kwietnia 1913 roku, pomiędzy osmańską załogą broniącą Szkodry a atakującymi jednostkami czarnogórskimi i serbskimi.

## Przyczyny konfliktu
W 1912 państwa Ligi Bałkańskiej (Bułgaria, Czarnogóra, Grecja i Serbia) wypowiedziały wojnę Imperium Osmańskiemu. Spośród sojuszników bałkańskich pierwsza przystąpiła do wojny Czarnogóra, uderzając na ziemie albańskie. Jednym z głównych celów ofensywy czarnogórskiej była Szkodra. Dowodzący obroną miasta gen. Hasan Riza Pasza zdawał sobie sprawę z zagrożenia, ale postanowił bronić miasta do końca. W 1912 okolice miasta ufortyfikowano, szczególną rolę w systemie obrony miały odegrać trzy wzgórza, dominujące nad miastem (Tarabosh, Brda, Bardanjolt).
Uderzającym na miasto siłom czarnogórskim (25 000 żołnierzy) i serbskim (30 000 żołnierzy) dowódca obrony miasta mógł przeciwstawić początkowo 5 000 żołnierzy z 24 dywizji piechoty stacjonującej w Stambule i 10 000 ochotników albańskich, pod dowództwem Esada Paszy Toptaniego. Załogę Szkodry wzmocniły dwa pułki artylerii polowej (72 działa) i pułk artylerii górskiej (36 dział).

## Przebieg bitwy
Oblężenie rozpoczęło się 28 października 1912. Atak dywizji zeckiej (dow. książę Daniło) na wzgórze Bardanjolt przyniósł niewielkie sukcesy, ale wobec kolejnych kontrataków obrońców, Czarnogórcom nie udało się utrzymać pozycji i następnego dnia Turcy ponownie odzyskali wzgórze. Jednostki oblegające miasto miały zbyt mało artylerii, aby prowadzić skuteczne oblężenie, miały też zbyt mało sił, aby zamknąć od południa pierścień okrążenia. Oddziałom serbskim dowodzonym przez płk Damjana Popovicia udało się opanować wyspę Bushati w otoczeniu twierdzy. W listopadzie, kiedy 3 armia serbska opanowała Lezhę, Szkodra została odcięta od zaopatrzenia z południa. W grudniu 1912 sytuacja stała się patowa - Czarnogórcy nie mieli dość sił, aby zdobyć miasto, armia osmańska nie miała możliwości udzielenia pomocy oblężonym. W listopadzie 1912 do pomocy sojusznikowi czarnogórskiemu Serbowie skierowali trzy dywizje z 3 Armii, ale kolejne ataki załamywały się na przedpolach miasta i otaczających je wzgórzach. Mimo oblężenia twierdzy przez atakujących, oddziały osmańskie z powodzeniem organizowały wypady do okolicznych wsi albańskich, aby zdobyć żywność.
30 stycznia 1913 dowódca obrony Szkodry, Riza Pasza został skrytobójczo zamordowany przez Osmana Bali i Mehmeta Kavaję - dwóch służących Esada Paszy Toptaniego. Toptani planował negocjacje z Czarnogórcami, a niezłomna postawa Rizy Paszy była przeszkodą w jego planach. Kolejny atak na miasto w dniach 30-31 marca przeprowadzony przez połączone siły czarnogórsko-serbskie został odparty. W walce o wzgórze Tarabosh poległ płk Pavle Plamenac, dowódca elitarnego "batalionu śmierci". W czasie trwającego 7 miesięcy oblężenia na miasto spadło 36 000 pocisków artyleryjskich, powodując znaczne straty wśród ludności cywilnej, a także zniszczenia centrum miasta (poważnym uszkodzeniom uległa m.in. katedra katolicka).

## Kapitulacja

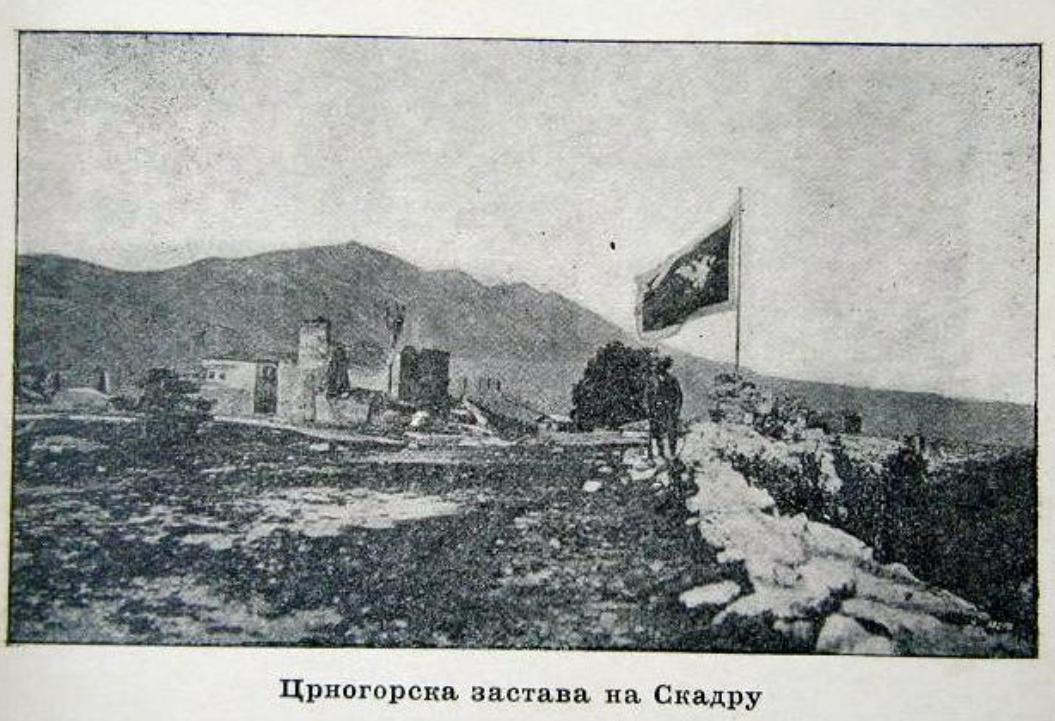
Flaga czarnogórska nad Szkodrą

21 kwietnia 1913, Esad Pasza Toptani przedłożył czarnogórskiemu generałowi Vukoticiowi oficjalną propozycję poddania miasta w zamian za umożliwienie opuszczenia miasta oddziałom albańskim, wraz z uzbrojeniem. Dodatkowo Toptani miał otrzymać rekompensatę w wysokości 10 000 funtów szterlingów. Czarnogóra przystała na te propozycje. Garnizon, dowodzony przez Esada paszę Toptaniego ostatecznie skapitulował w nocy 22/23 kwietnia 1913. Kiedy Esad Pasza podpisywał umowę o kapitulacji był przekonany, że Wielkie Mocarstwa nie zgodzą się na trwałe przejęcie Szkodry przez Czarnogórę. Plan Toptaniego zakładał poddanie miasta w zamian za wsparcie Serbii i Czarnogóry w jego staraniach o tron Albanii. 24 kwietnia do Szkodry wkroczyły jednostki armii czarnogórskiej, dowodzone przez księcia Daniłę. 26 kwietnia książę Daniło wydał do mieszkańców Szkodry odezwę w językach serbskim i albańskim, zapowiadając poszanowanie wolności religijnej.

## Konsekwencje bitwy
W listopadzie 1912 Albania proklamowała niepodległość, w sytuacji, kiedy większość jej terytorium była okupowana przez wojska serbskie. Mocarstwa europejskie postanowiły uznać Szkodrę za stolicę nowo powstałej Albanii. 26 kwietnia 1913 na Konferencji Ambasadorów w Londynie, przedstawiciele mocarstw zażądali od króla Czarnogóry opuszczenia Szkodry. Doprowadziło do międzynarodowej demonstracji siły przeciw Czarnogórze i opanowania miasta 14 maja 1913 przez desant mocarstw europejskich. Jednostki czarnogórskie ewakuowano z miasta. 15 maja kontrolę nad Szkodrą przejęły siły międzynarodowe, dowodzone przez admirała Royal Navy Cecila Bourneya. Do wybuchu I wojny światowej zapewniały one bezpieczeństwo miastu.